# Machaeropoles
Machaeropoles is een geslacht van rechtvleugeligen uit de familie veldsprinkhanen (Acrididae). De wetenschappelijke naam van dit geslacht is voor het eerst geldig gepubliceerd in 1909 door Rehn.

## Soorten
Het geslacht Machaeropoles  is monotypisch en omvat slechts de volgende soort:
- Machaeropoles rostratus (Rehn, 1909)